# Honda Motor Football Club 1992
Questa voce raccoglie le informazioni riguardanti il Honda Motor Football Club nelle competizioni ufficiali della stagione 1992.

## Stagione
Dopo aver registrato un secondo tonfo consecutivo retrocedendo nella seconda divisione della Japan Football League l'Honda Motor, che all'inizio della stagione aveva perso diversi giocatori per via del loro passaggio al professionismo, disputò la Coppa dell'Imperatore in qualità di rappresentante della regione del Tokai, uscendo al secondo turno per via di una sconfitta con il Fujita.

## Maglie e sponsor
Le maglie, prodotte dall'Adidas, recano sulla parte anteriore l'iscrizione Honda.
| Manica sinistra · Maglietta · Manica destra · Pantaloncini · Calzettoni | Manica sinistra · Maglietta · Manica destra · Pantaloncini · Calzettoni |  |

## Rosa
| N. |                     | Ruolo | Calciatore         |
| -- | ------------------- | ----- | ------------------ |
| 1  | Giappone (bandiera) | P     | Nobuhiro Takeda    |
| 3  | Giappone (bandiera) | D     | Tetsuji Nakamikawa |
| 6  | Giappone (bandiera) | D     | Hiroyuki Sawada    |
| 7  | Brasile (bandiera)  | A     | Douglas            |
| 8  | Brasile (bandiera)  | C     | Roberto            |
| 9  | Giappone (bandiera) | A     | Satoru Higuchi     |
| 10 | Giappone (bandiera) | C     | Takayoshi Dainaka  |
| 12 | Giappone (bandiera) | D     | Shigeru Matsueda   |
| 14 | Giappone (bandiera) | D     | Shiro Murakami     |
| 16 | Giappone (bandiera) | C     | Toshinori Yato     |
| 18 | Giappone (bandiera) | D     | Hideo Yoshizawa    |
| 19 | Giappone (bandiera) | D     | Masanori Otsuka    |

| N. |                     | Ruolo | Calciatore          |
| -- | ------------------- | ----- | ------------------- |
| 20 | Giappone (bandiera) | A     | Hiroyuki Matsushima |
| 23 | Giappone (bandiera) | A     | Takuya Higashi      |
| 24 | Giappone (bandiera) | D     | Toshikuni Kadona    |
| 26 | Brasile (bandiera)  | C     | Marcus              |
|    | Giappone (bandiera) |       | Ichiro Egashi       |
|    | Giappone (bandiera) |       | Koji Hashiyatani    |
|    | Giappone (bandiera) |       | Hiroki Higuchi      |
|    | Giappone (bandiera) |       | Tadashi Ioki        |
|    | Giappone (bandiera) |       | Kenji Oba           |
|    | Giappone (bandiera) |       | Mitsuhiro Okada     |
|    | Giappone (bandiera) |       | Satoshi Yamada      |
|    | Giappone (bandiera) |       | Tsutomu Watanabe    |

## Statistiche

### Statistiche di squadra
| Competizione          | Punti | Totale | Totale | Totale | Totale | Totale | Totale | DR  |
| Competizione          | Punti | G      | V      | N      | P      | Gf     | Gs     | DR  |
| --------------------- | ----- | ------ | ------ | ------ | ------ | ------ | ------ | --- |
| JFL Division 1        | 16    | 18     | 4      | 4      | 10     | 19     | 36     | -17 |
| Coppa dell'Imperatore | -     | 2      | 1      | 0      | 1      | 2      | 3      | -1  |
| Totale                | -     | 20     | 5      | 4      | 11     | 21     | 39     | -18 |